# Международен ден на хайку поезията
Международен ден на хайку поезията се отбелязва на 17 април.
Регистриран е от Сари Грандстаф през 2007 г. и стартиран като проект на фондацията „Хайку“ (Haiku Foundation) през 2012 г.
Международният ден на хайку поезията е част от честването на Националния месец на поезията, провеждан ежегодно в САЩ. Фондацията „Хайку“ насърчава обществени събития, включително четения, изложби и конкурси, свързани с този поетичен жанр.
По професия Сари Грандстаф е библиотекарка. Нейни хайку произведения са публикувани в много печатни и онлайн платформи, член е на Американското хайку общество. Тя е майка на 3 деца и живее със съпруга си в планините Кетскил (централната част на долината Хъдзън) в щата Ню Йорк в САЩ.
За първи път в България Международният ден на хайку поезията е честван по инициатива на Българския хайку съюз и Столичната библиотека през 2019 г.